# Mont de l'Herba
Le mont de l'Herba est un sommet du Jura, dans le Doubs, en France. Il culmine à 1 303 mètres d'altitude. C'est le point culminant de la commune des Hôpitaux-Vieux.
Depuis 2019, une sculpture pyramidale reprenant la forme des signaux géodésiques est en place au point culminant. Elle est marquée des initiales des points cardinaux.
À proximité du sommet, le chalet du Mont de l'Herba est l'un des rares chalets d'alpage jurassiens qui fabrique le fromage d'alpage pendant l'été. Le lait produit sur place est transformé en fromage à raclette.

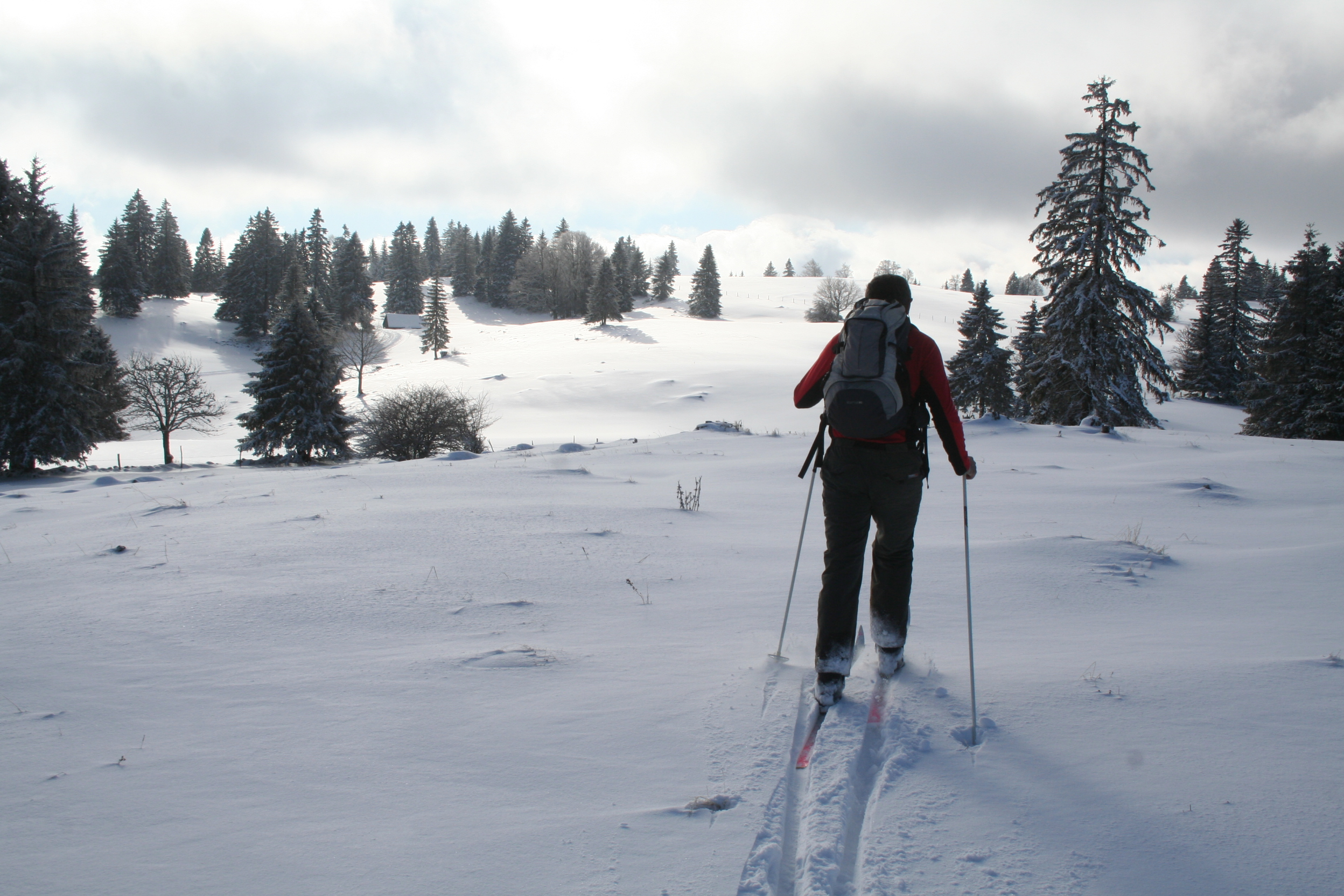
Montée au mont de l'Herba.
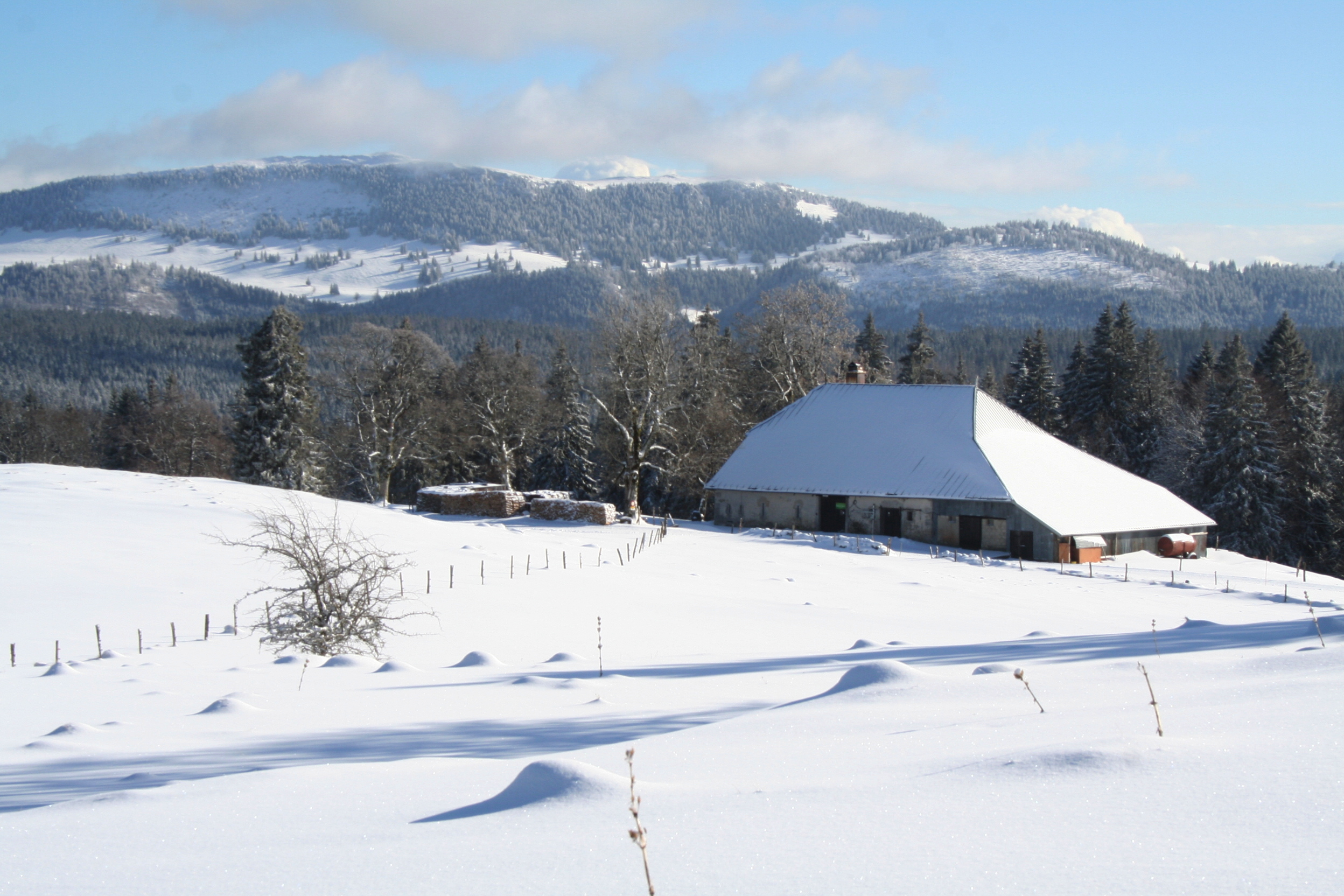
Vue depuis le sommet sur le Suchet.
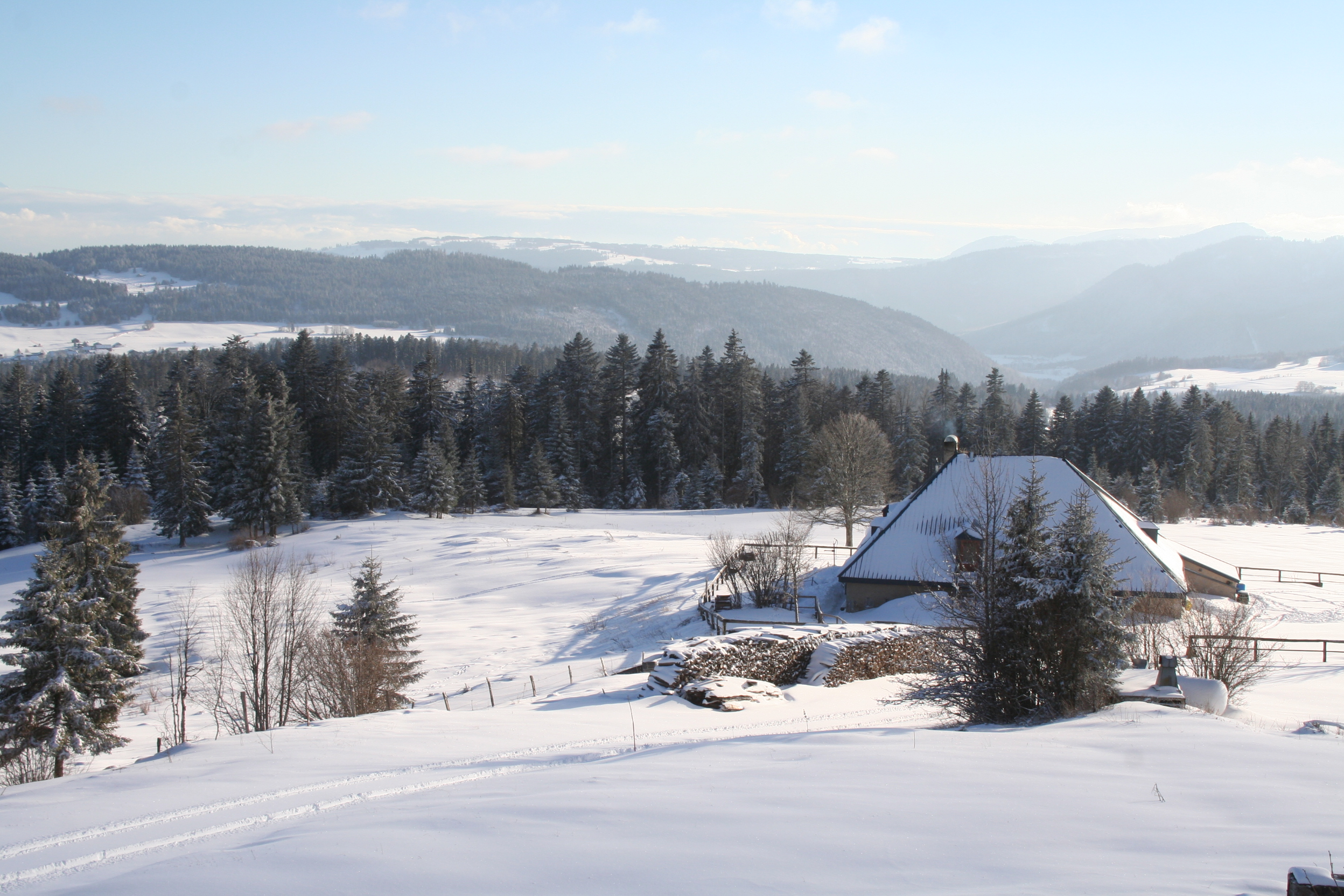
Alpage de la Champagne.
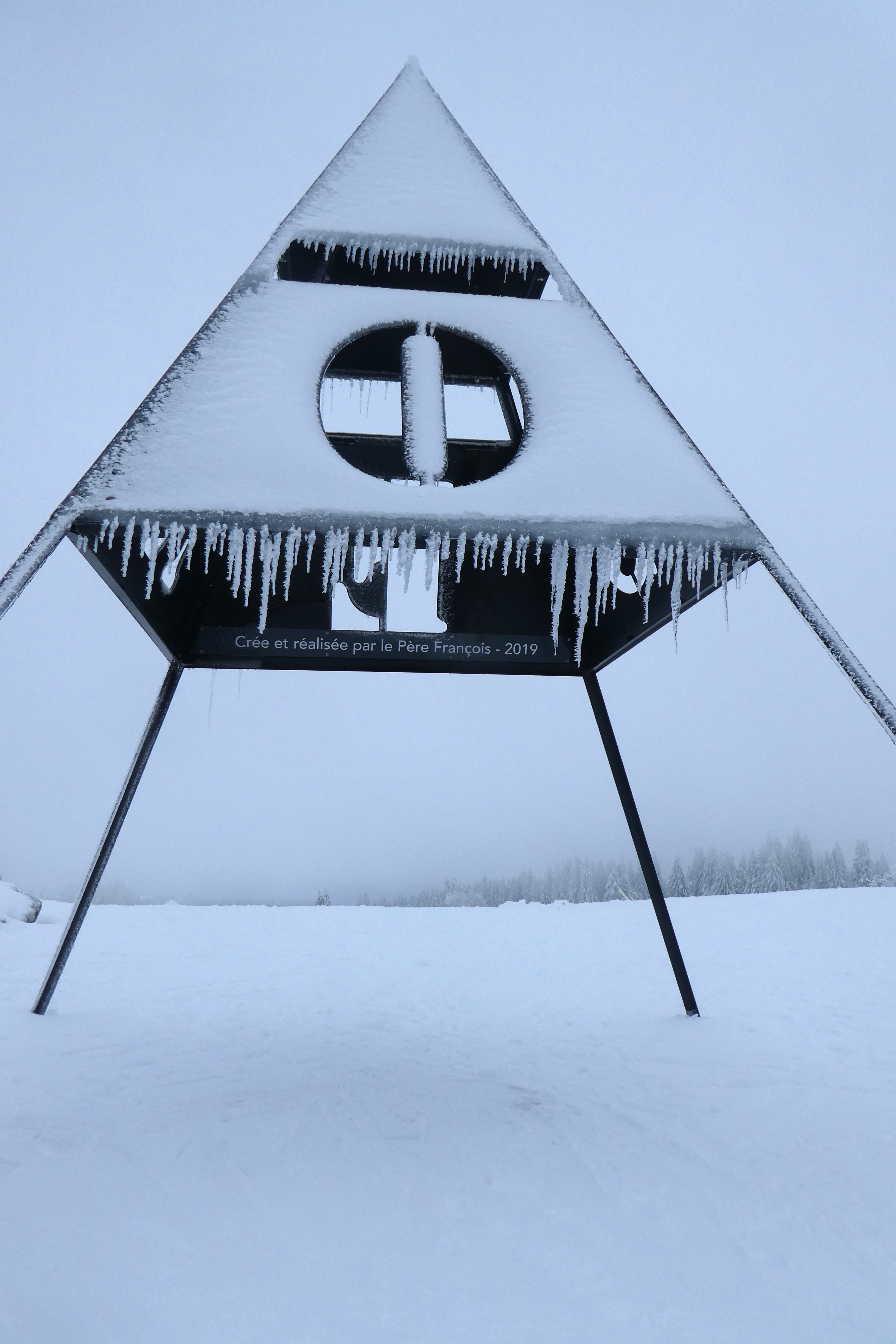
La pyramide sommitale.